# سوزان ريس
سوزان ريس (بالألمانية: Susanne Riess )‏ (و. 1961  م) هي سياسية نمساوية، ولدت في براوناو آم إن، حزب الحرية النمساوي.

## مناصب
تولت منصب عضو في البرلمان الأوروبي (1 يناير 1995–25 أبريل 1996)
- وزير
- عضو المجلس الاتحادي النمساوي
- عضو المجلس الوطني للنمسا.

## التعليم
تعلمت في جامعة إنسبروك.

## روابط خارجية
- سوزان ريس على موقع IMDb (الإنجليزية)
- سوزان ريس على موقع مونزينجر (الألمانية)